# Mycomya brunnea
Mycomya brunnea är en tvåvingeart som först beskrevs av Dziedzicki 1885.  Mycomya brunnea ingår i släktet Mycomya och familjen svampmyggor. Arten är reproducerande i Sverige. Inga underarter finns listade i Catalogue of Life.